# Podlesie (powiat kolski)
Podlesie – wieś w Polsce położona w województwie wielkopolskim, w powiecie kolskim, w gminie Koło.
Wieś królewska należąca do starostwa kolskiego, pod koniec XVI wieku leżała w powiecie konińskim województwa kaliskiego. W latach 1975–1998 miejscowość należała administracyjnie do województwa konińskiego.
W miejscowości mieszka 97 osób (2011).

## Informacje ogólne
Wieś położona 4 km na północny zachód od centrum Koła przy drodze lokalnej do Lubin. W 2007 roku na drodze gruntowej położono asfalt. Około roku 1965 z Podlesia została wydzielona ul. Energetyczna i została przyłączona do miasta Koło. Przed II wojną światową w Podlesiu znajdowały się duże pokłady torfu, które zostały wyeksploatowane przez ówczesnych mieszkańców, co doprowadziło do powstania bagien, które zostały włączone do systemu ochrony środowiska "Natura 2000". Na terenach tych znajdują się siedliska ptaków pod ochroną m.in. bocianów, bąków, batalionów i kormoranów czarnych.

## Demografia
Poniższa demografia posiada dane z 2011
| Opis                                | Ogółem | Ogółem | Kobiety | Kobiety | Mężczyźni | Mężczyźni |
| ----------------------------------- | ------ | ------ | ------- | ------- | --------- | --------- |
| Jednostka                           | osób   | %      | osób    | %       | osób      | %         |
| Populacja                           | 85     | 100    | 43      | 50,59   | 42        | 49,41     |
| Wiek przedprodukcyjny (0–17 lat)    | 20     | 23,53  | 11      | 12,94   | 9         | 10,59     |
| Wiek produkcyjny (18–65 lat)        | 53     | 62,35  | 24      | 28,24   | 29        | 34,12     |
| Wiek poprodukcyjny (powyżej 65 lat) | 12     | 14,12  | 8       | 9,41    | 4         | 4,71      |